# Football League Second Division
Football League Second Division, oftast bara kallad Second Division, var en nationell professionell fotbollsdivision i England, som grundades inför säsongen 1892/93 och existerade till och med säsongen 2003/04. Den representerade fram till och med säsongen 1991/92 den näst högsta nivån i det engelska ligasystemet, under First Division. Under perioden från och med säsongen 1992/93 till och med säsongen 2003/04 representerade divisionen den tredje högsta nivån.
Från och med säsongen 2004/05 benämns den näst högsta nivån inom The Football League som League One.
Ursprungligen var det ingen automatisk uppflyttning till First Division utan det avgjordes via utslagsmatcher (test matches) mellan de sist placerade klubbarna i First Division och de bäst placerade klubbarna i Second Division. Säsongen 1898/99 etablerades automatisk uppflyttning av de två bäst placerade klubbarna i Second Division till First Division samt nedflyttning av de två sämst placerade klubbarna i First Division till Second Division. Upp- och nedflyttning mellan First Division och Second Division utökades till tre klubbar från och med 1974. Från och med 1987 avgjordes den tredje uppflyttningsplatsen genom ett kvalspel (playoff), där under de två första säsongerna även den klubb som kom fjärde sist i First Division deltog.
Nedflyttning till Third Division infördes efter säsongen 1919/20, året därefter etablerades ett system där de två sämst placerade klubbarna flyttades ned för att utökas till tre nedflyttade klubbar från och med 1974.

## Ursprungliga klubbar
De ursprungliga tolv klubbarna som deltog då divisionen grundades inför säsongen 1892/93 var:
- Ardwick (nu Manchester City)
- Bootle
- Burton Swifts
- Crewe Alexandra
- Darwen
- Grimsby Town
- Lincoln City
- Northwich Victoria
- Port Vale
- Sheffield United
- Small Heath (nu Birmingham City)
- Walsall

Divisionen utökades under åren till dess slutliga 24 klubbar enligt följande:
| Antal klubbar | Från | Till |
| ------------- | ---- | ---- |
| 12            | 1892 | 1893 |
| 15            | 1893 | 1894 |
| 16            | 1894 | 1898 |
| 18            | 1898 | 1905 |
| 20            | 1905 | 1919 |
| 22            | 1919 | 1987 |
| 23            | 1987 | 1988 |
| 24            | 1988 | 2004 |

## Mästare
Nedan följer listor med mästare och uppflyttade klubbar per säsong:

### 1892–1992 (Nivå 2)
Under den här perioden representerade Second Division den näst högsta nivån av det engelska ligasystemet. Dagens motsvarighet är The Championship.
Klubbar med asterisk (*) blev inte uppflyttade.
| Säsong  | Mästare (antal titlar)                                | Tvåa                                                  | Övrig uppflyttad/ playoffvinnare                      |
| ------- | ----------------------------------------------------- | ----------------------------------------------------- | ----------------------------------------------------- |
| 1892/93 | Small Heath*                                          | Sheffield United                                      | Darwen                                                |
| 1893/94 | Liverpool                                             | Birmingham City                                       |                                                       |
| 1894/95 | Bury                                                  | Notts County*                                         |                                                       |
| 1895/96 | Liverpool (2)                                         | Manchester City*                                      |                                                       |
| 1896/97 | Notts County                                          | Newton Heath*                                         |                                                       |
| 1897/98 | Burnley                                               | Newcastle United                                      |                                                       |
| 1898/99 | Manchester City                                       | Glossop North End                                     |                                                       |
| 1899/00 | The Wednesday                                         | Bolton Wanderers                                      |                                                       |
| 1900/01 | Grimsby Town                                          | Birmingham City                                       |                                                       |
| 1901/02 | West Bromwich Albion                                  | Middlesbrough                                         |                                                       |
| 1902/03 | Manchester City (2)                                   | Birmingham City                                       |                                                       |
| 1903/04 | Preston North End                                     | Arsenal                                               |                                                       |
| 1904/05 | Liverpool (3)                                         | Bolton Wanderers                                      |                                                       |
| 1905/06 | Bristol City                                          | Manchester United                                     |                                                       |
| 1906/07 | Nottingham Forest                                     | Chelsea                                               |                                                       |
| 1907/08 | Bradford City                                         | Leicester City                                        |                                                       |
| 1908/09 | Bolton Wanderers                                      | Tottenham Hotspur                                     |                                                       |
| 1909/10 | Manchester City (3)                                   | Oldham Athletic                                       |                                                       |
| 1910/11 | West Bromwich Albion (2)                              | Bolton Wanderers                                      |                                                       |
| 1911/12 | Derby County                                          | Chelsea                                               |                                                       |
| 1912/13 | Preston North End (2)                                 | Burnley                                               |                                                       |
| 1913/14 | Notts County (2)                                      | Bradford Park Avenue                                  |                                                       |
| 1914/15 | Derby County (2)                                      | Preston North End                                     | Arsenal                                               |
| 1915–19 | Uppehåll i ligaspelet på grund av första världskriget | Uppehåll i ligaspelet på grund av första världskriget | Uppehåll i ligaspelet på grund av första världskriget |
| 1919/20 | Tottenham Hotspur                                     | Huddersfield Town                                     |                                                       |
| 1920/21 | Birmingham City (2)                                   | Cardiff City                                          |                                                       |
| 1921/22 | Nottingham Forest (2)                                 | Stoke City                                            |                                                       |
| 1922/23 | Notts County (3)                                      | West Ham United                                       |                                                       |
| 1923/24 | Leeds United                                          | Bury                                                  |                                                       |
| 1924/25 | Leicester City                                        | Manchester United                                     |                                                       |
| 1925/26 | The Wednesday (2)                                     | Derby County                                          |                                                       |
| 1926/27 | Middlesbrough                                         | Portsmouth                                            |                                                       |
| 1927/28 | Manchester City (4)                                   | Leeds United                                          |                                                       |
| 1928/29 | Middlesbrough (2)                                     | Grimsby Town                                          |                                                       |
| 1929/30 | Blackpool                                             | Chelsea                                               |                                                       |
| 1930/31 | Everton                                               | West Bromwich Albion                                  |                                                       |
| 1931/32 | Wolverhampton Wanderers                               | Leeds United                                          |                                                       |
| 1932/33 | Stoke City                                            | Tottenham Hotspur                                     |                                                       |
| 1933/34 | Grimsby Town (2)                                      | Preston North End                                     |                                                       |
| 1934/35 | Brentford                                             | Bolton Wanderers                                      |                                                       |
| 1935/36 | Manchester United                                     | Charlton Athletic                                     |                                                       |
| 1936/37 | Leicester City (2)                                    | Blackpool                                             |                                                       |
| 1937/38 | Aston Villa                                           | Manchester United                                     |                                                       |
| 1938/39 | Blackburn Rovers                                      | Sheffield United                                      |                                                       |
| 1939–46 | Uppehåll i ligaspelet på grund av andra världskriget  | Uppehåll i ligaspelet på grund av andra världskriget  | Uppehåll i ligaspelet på grund av andra världskriget  |
| 1946/47 | Manchester City (5)                                   | Burnley                                               |                                                       |
| 1947/48 | Birmingham City (3)                                   | Newcastle United                                      |                                                       |
| 1948/49 | Fulham                                                | West Bromwich Albion                                  |                                                       |
| 1949/50 | Tottenham Hotspur (2)                                 | Sheffield Wednesday                                   |                                                       |
| 1950/51 | Preston North End (3)                                 | Manchester City                                       |                                                       |
| 1951/52 | Sheffield Wednesday (3)                               | Cardiff City                                          |                                                       |
| 1952/53 | Sheffield United                                      | Huddersfield Town                                     |                                                       |
| 1953/54 | Leicester City (3)                                    | Everton                                               |                                                       |
| 1954/55 | Birmingham City (4)                                   | Luton Town                                            |                                                       |
| 1955/56 | Sheffield Wednesday (4)                               | Leeds United                                          |                                                       |
| 1956/57 | Leicester City (4)                                    | Nottingham Forest                                     |                                                       |
| 1957/58 | West Ham United                                       | Blackburn Rovers                                      |                                                       |
| 1958/59 | Sheffield Wednesday (5)                               | Fulham                                                |                                                       |
| 1959/60 | Aston Villa (2)                                       | Cardiff City                                          |                                                       |
| 1960/61 | Ipswich Town                                          | Sheffield United                                      |                                                       |
| 1961/62 | Liverpool (4)                                         | Leyton Orient                                         |                                                       |
| 1962/63 | Stoke City (2)                                        | Chelsea                                               |                                                       |
| 1963/64 | Leeds United (2)                                      | Sunderland                                            |                                                       |
| 1964/65 | Newcastle United                                      | Northampton Town                                      |                                                       |
| 1965/66 | Manchester City (6)                                   | Southampton                                           |                                                       |
| 1966/67 | Coventry City                                         | Wolverhampton Wanderers                               |                                                       |
| 1967/68 | Ipswich Town (2)                                      | Queens Park Rangers                                   |                                                       |
| 1968/69 | Derby County (3)                                      | Crystal Palace                                        |                                                       |
| 1969/70 | Huddersfield Town                                     | Blackpool                                             |                                                       |
| 1970/71 | Leicester City (5)                                    | Sheffield United                                      |                                                       |
| 1971/72 | Norwich City                                          | Birmingham City                                       |                                                       |
| 1972/73 | Burnley (2)                                           | Queens Park Rangers                                   |                                                       |
| 1973/74 | Middlesbrough (3)                                     | Luton Town                                            | Carlisle United                                       |
| 1974/75 | Manchester United (2)                                 | Aston Villa                                           | Norwich City                                          |
| 1975/76 | Sunderland                                            | Bristol City                                          | West Bromwich Albion                                  |
| 1976/77 | Wolverhampton Wanderers (2)                           | Chelsea                                               | Nottingham Forest                                     |
| 1977/78 | Bolton Wanderers (2)                                  | Southampton                                           | Tottenham Hotspur                                     |
| 1978/79 | Crystal Palace                                        | Brighton & Hove Albion                                | Stoke City                                            |
| 1979/80 | Leicester City (6)                                    | Sunderland                                            | Birmingham City                                       |
| 1980/81 | West Ham United (2)                                   | Notts County                                          | Swansea City                                          |
| 1981/82 | Luton Town                                            | Watford                                               | Norwich City                                          |
| 1982/83 | Queens Park Rangers                                   | Wolverhampton Wanderers                               | Sunderland                                            |
| 1983/84 | Chelsea                                               | Sheffield Wednesday                                   | Newcastle United                                      |
| 1984/85 | Oxford United                                         | Birmingham City                                       | Manchester City                                       |
| 1985/86 | Norwich City (2)                                      | Charlton Athletic                                     | Wimbledon                                             |
| 1986/87 | Derby County (4)                                      | Portsmouth                                            | Charlton Athletic                                     |
| 1987/88 | Millwall                                              | Aston Villa                                           | Middlesbrough                                         |
| 1988/89 | Chelsea (2)                                           | Manchester City                                       | Crystal Palace                                        |
| 1989/90 | Leeds United (3)                                      | Sheffield United                                      | Sunderland                                            |
| 1990/91 | Oldham Athletic                                       | West Ham United                                       | Sheffield Wednesday Notts County                      |
| 1991/92 | Ipswich Town (3)                                      | Middlesbrough                                         | Blackburn Rovers                                      |

1. ↑  Charlton Athletic kom fjärde sist i First Division och kvalade sig kvar

### 1992–2004 (Nivå 3)
Under den här perioden representerade Second Division den tredje högsta nivån av det engelska ligasystemet. Dagens motsvarighet är League One.
Klubbar med asterisk (*) blev inte uppflyttade.
| Säsong  | Mästare (antal titlar) | Tvåa                | Playoffvinnare         |
| ------- | ---------------------- | ------------------- | ---------------------- |
| 1992/93 | Stoke City             | Bolton Wanderers    | West Bromwich Albion   |
| 1993/94 | Reading                | Port Vale           | Burnley                |
| 1994/95 | Birmingham City        | Brentford*          | Huddersfield Town      |
| 1995/96 | Swindon Town           | Oxford United       | Bradford City          |
| 1996/97 | Bury                   | Stockport County    | Crewe Alexandra        |
| 1997/98 | Watford                | Bristol City        | Grimsby Town           |
| 1998/99 | Fulham                 | Walsall             | Manchester City        |
| 1999/00 | Preston North End      | Burnley             | Gillingham             |
| 2000/01 | Millwall               | Rotherham United    | Walsall                |
| 2001/02 | Brighton & Hove Albion | Reading             | Stoke City             |
| 2002/03 | Wigan Athletic         | Crewe Alexandra     | Cardiff City           |
| 2003/04 | Plymouth Argyle        | Queens Park Rangers | Brighton & Hove Albion |